# 阿马塞诺
阿马塞诺（義大利語：Amaseno），是意大利弗罗西诺内省的一个市镇。总面积77.18平方公里，人口4401人，人口密度57.0人/平方公里（2009年）。ISTAT代码为060005。